# Paronychia rugelii
Paronychia rugelii là loài thực vật có hoa thuộc họ Cẩm chướng. Loài này được (Chapm.) Shuttlew. ex Chapm. mô tả khoa học đầu tiên năm 1897.